# Karlheinz Deschner
Karlheinz Deschner (Bamberg, 23 de maig de 1924 - 8 d'abril de 2014) va ser un historiador i crític de l'Església alemany.

## Biografia
Fill d'un humil guardaboscs catòlic, va passar la seva infància i joventut als vedats bisbals de Würzburg i, després de combatre en la Segona Guerra Mundial, va estudiar dret, teologia, filosofia i història. El 1956 va publicar el seu primer llibre, la novel·la titulada "La Nit ronda la meva casa" que va causar gran impacte. Però sobtadament va abandonar la prometedora carrera literària que acabava d'emprendre per a consagrar-se a l'estudi crític del cristianisme en general i de l'Església Catòlica en particular, impulsat pels seus profunds coneixements sobre el tema.
El 1970 Deschner va començar la seva obra més ambiciosa, la "Història Criminal del Cristianisme", projectada en principi a deu volums (dels quals van veure la llum nou fins ara i no es descarta que s'ampliï el projecte). No obstant això, donada la naturalesa dels seus escrits, Deschner no ha tingut accés a beques, subsidis, patrocinis oficials o càrrecs honoraris, tot just l'ajuda d'alguns amics generosos i l'adhesió dels seus lectors li van permetre continuar amb el treball monumental d'investigació i desenvolupament. El 1971 va ser convocat a un tribunal a Nuremberg acusat de difamar l'Església. Va guanyar el procés amb una sòlida argumentació, però aquella institució va reaccionar envoltant les seves obres amb un mur de silenci que no es va trencar definitivament fins als anys vuitanta, quan les obres de Deschner van començar a publicar-se fora d'Alemanya (Polònia, Suïssa, Itàlia i Espanya, principalment). Com a reconeixement pel seu treball literari i els seus esforços per combatre la ignorància, el 1988 li va ser concedit el prestigiós premi Arno Schmidt.

## Obres

### Literàries
- Die Nacht steht um mein Haus (Una nit a casa meva, 1956)
- Florenz ohne Sonne (Florència sense sol, 1958)
- Nur Lebendiges schwimmt gegen den Strom (Només necdar contra el corrent de la vida, 1985) ISBN 3-85787-647-6
- Ärgernisse. (Molèsties, 1994), ISBN 3-498-01301-7
- Mörder machen Geschichte (Assassins que fan història, 2003), ISBN 3-85787-341-8
- Musik des Vergessens. Über Landschaft, Leben und Tod im Hauptwerk Hans Henny Jahnns (Música de la bogeria, sobre el paisatge, la vida i la mort de Hans Henny Jahnn, 2003), ISBN 3-930994-14-3

### No ficció
- Kitsch, Konvention und Kunst. Eine literarische Streitschrift (Kitsch, convenció i art. Una crítica literària, 1957), ISBN 3-548-34825-4
- Abermals krähte der Hahn. Eine kritische Kirchengeschichte (Un altre cop va cantar el gall. Una història crítica de l'església, 1962), ISBN 3-442-72025-7
- Talente, Dichter, Dilettanten. Überschätzte und unterschätzte Werke in der deutschen Gegenwart (Talents, poetes i dilettants. Sobreestimació i subestimació en l'obra poètica alemanya, 1964)
- Mit Gott und den Faschisten. Der Vatikan im Bunde mit Mussolini, Franco, Hitler und Pavelić (Amb Déu i amb els feixistes. El Vaticà, en aliança amb Mussolini, Franco, Hitler i Pavelić, 1965)
- Kirche und Faschismus (Església i feixisme, 1968)
- Das Kreuz mit der Kirche. Eine Sexualgeschichte des Christentums (La creu amb l'Església. Una història sexual del cristianisme, 1974), ISBN 978-3-9811483-9-8
- Kirche des Un-Heils. Argumente, um Konsequenzen zu ziehen (L'Església de la no salvació. Arguments per extreure conclusions, 1974) ISBN 3-453-00445-0
- Ein Papst reist zum Tatort (Un Papa viatja a l'escena, 1981), ISBN 3-455-08201-7
- Ein Jahrhundert Heilsgeschichte. Die Politik der Päpste im Zeitalter der Weltkriege (Un segle d'història de la salvació. La política dels Papes en l'època de les guerres mundials, 2 toms, 1982/83)
- Die beleidigte Kirche oder: Wer stört den öffentlichen Frieden? Gutachten im Bochumer § 166-Prozess (L'església ofesa o els que pertorben la pau pública ? Assessorament del procés 166 de Bochum, 1986), ISBN 3-922774-05-9
- Kriminalgeschichte des Christentums (Història criminal del cristianisme) pensat en 10 volums.
  - Band 1: Die Frühzeit. Von den Ursprüngen im Alten Testament bis zum Tod des hl. Augustinus (430) (Els orígens, des del paleocristianisme fins al final de l'era constantiniana)
  - Band 2: Die Spätantike. Von den katholischen „Kinderkaisern“ bis zur Ausrottung der arianischen Wandalen und Ostgoten unter Justinian I. (527–565) (L'Antiguitat tardana. Dels Pares de l'Església a l'extinció dels vàndals i ostrogots arrians sota Justinià I (527-565))
  - Band 3: Die Alte Kirche. Fälschung, Verdummung, Ausbeutung, Vernichtung (L'església antiga. Falsificació, rentada de cervell, explotació, destrucció)
  - Band 4: Frühmittelalter. Von König Chlodwig I. (um 500) bis zum Tode Karls des Großen (814) (Alta Edat Mitjana. Del rei Clovis I (c. 500) fins a la mort de Carlemany (814))
  - Band 5: 9. und 10. Jahrhundert. Von Ludwig dem Frommen (814) bis zum Tode Ottos III. (1002) (Segles IX i X. De Lluís el Pietós (814) fins a la mort d'Otó III (1002) (1002))
  - Band 6: 11. und 12. Jahrhundert. Von Kaiser Heinrich II. dem „Heiligen“ (1002) bis zum Ende des Dritten Kreuzzugs (1192) (Segle XI-XII. De l'emperador Enric II el "sant" (1002) fins al final de la Tercera Croada (1192))
  - Band 7: 13. und 14. Jahrhundert. Von Kaiser Heinrich VI. (1190) zu Kaiser Ludwig IV. dem Bayern (1347) (Segles XIII i XIV. De l'emperador Enric VI (1190)fins a l'emperador Lluís IV de Baviera (1347))
  - Band 8: 15. und 16. Jahrhundert. Vom Exil der Päpste in Avignon bis zum Augsburger Religionsfrieden (Segles XV i XVI. Des de l'exili dels Papes a Avinyó fins a la Pau d'Augsburg)
  - Band 9: Mitte des 16. bis Anfang des 18. Jahrhunderts. Vom Völkermord in der Neuen Welt bis zum Beginn der Aufklärung (Mitjans del segle xvi fins al començament del segle xviii. Des del genocidi en el Nou Món fins al començament de la Il·lustració)
- Opus Diaboli. Fünfzehn unversöhnliche Essays über die Arbeit im Weinberg des Herrn (Opus Diaboli. Catorze Assaigs Irreconciliables sobre el Treball a la Vinya del Senyor 1987), ISBN 3-498-01270-3
- Der gefälschte Glaube. Eine kritische Betrachtung kirchlicher Lehren und ihrer historischen Hintergründe (La fe falsificada. Un examen crític dels ensenyaments de l'església i els seus antecedents històrics 1988), ISBN 3-453-01231-3
- Der Anti-Katechismus. 200 Gründe gegen die Kirchen und für die Welt (L'Anti-Catecisme. 200 raons en contra de les esglésies i al món, 1991) amb Horst Herrmann. ISBN 3-89136-302-8
- Der Moloch. „Sprecht sanft und tragt immer einen Knüppel bei euch!“ Zur Amerikanisierung der Welt (El Moloc. "Parla en veu baixa i sempre porta un pal amb vosaltres!" L'americanització del món, 1992), ISBN 3-522-70970-5
- Die Vertreter Gottes. Eine Geschichte der Päpste im 20. Jahrhundert (Els representants de Déu. Una història dels papes al segle xx, 1994), ISBN 3-453-07048-8
- Was ich denke (El que jo penso, 1994) ISBN 3-442-12531-6
- Weltkrieg der Religionen. Der ewige Kreuzzug auf dem Balkan (Guerra de religions. La croada eterna als Balcans), amb Milan Petrović. Weitbrecht, Stuttgart 1995, ISBN 3-522-71740-6
- Oben ohne. Für einen götterlosen Himmel und eine priesterfreie Welt. Zweiundzwanzig Attacken, Repliken und andere starke Stücke (Per un cel sense déu i un món lliure de capellans. Vint-i atacs, rèpliques i altres peces, 1997), ISBN 3-499-60705-0
- Für einen Bissen Fleisch. Das schwärzeste aller Verbrechen (Per un tros de carn. Els delictes més terribles, 1998), ISBN 3-930994-10-0
- Die Rhön. Heidnisches und Heiliges, Urtümlichkeit und Idyllik einer einsamen Landschaft (Paganisme i originalitat sagrada, un paisatge idíl·lic aïllat, 1998), ISBN 3-930498-15-4